# Christian Geistdörfer
Christian Geistdörfer, född 1 februari 1953 i München, är en tysk motorsportperson. Han var kartläsare åt bland andra Walter Röhrl.